# Chris Rörland

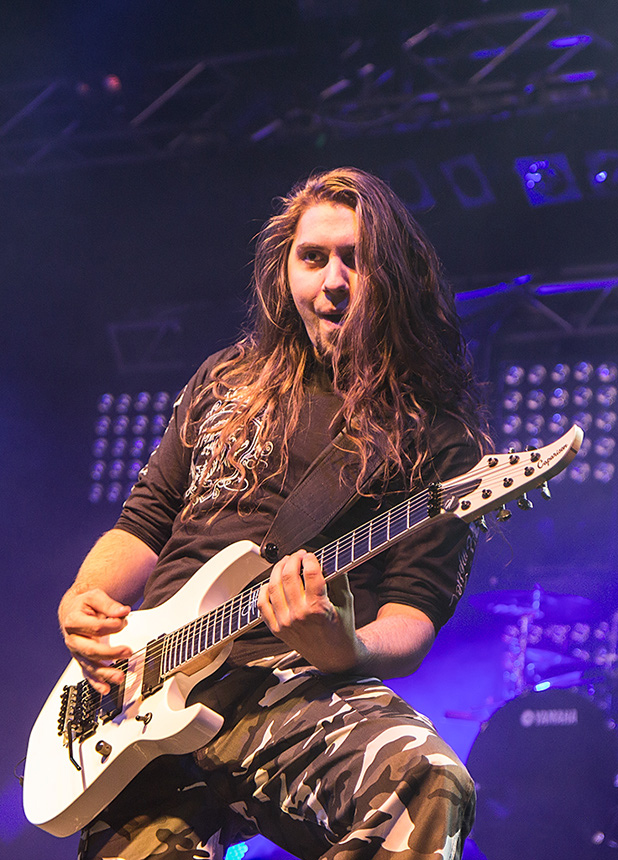
Rörland mit Sabaton, 2012

Chris Rörland (* 27. Dezember 1986 in Schweden) ist ein schwedischer Gitarrist. Seit 2012 ist er Mitglied der Power-Metal-Band Sabaton. Zuvor spielte er in den Bands TME und Nocturnal Rites.

## Leben
Rörland begann mit sieben Jahren, Gitarre zu spielen. Als seinen größten gitarristischen Einfluss bezeichnet er Adrian Smith, danach Joe Satriani, Steve Vai und Yngwie Malmsteen.
2010 wurde Rörland Gitarrist der Power-Metal-Band Nocturnal Rites, 2012 ersetzte er gemeinsam mit Thorbjörn Englund die beiden ausgestiegenen Gitarristen von Sabaton, Rikard Sundén und Oskar Montelius. Rörland ist liiert. Er leistete seinen Wehrdienst als Munitionsfahrer ab.
Mit Tommy Johansson, Thobbe Englund und Hannes Van Dahl spielt er in der Band The Last Heroes.

## Diskografie

### Mit Sabaton
- 2014: Heroes
- 2016: The Last Stand
- 2019: The Great War
- 2022: The War to End All Wars

### Als Gast
- 2008: mit Cronan: Enterprise (Leadgitarre in den Stücken 3, 7, 8)
- 2013: mit Thobbe Englund: Fingerspitzengefühl auf From the Wilderness (Gitarrensolo)
- 2017: mit Nocturnal Rites: Before We Waste Away auf Phoenix (Koautor)
- 2018: mit Follow the Cipher: Follow the Cipher (Lead- und Rhythmusgitarre)

## Arbeit als Grafikdesigner
- 2015: für Thobbe Englund – From the Wilderness
- 2016: für Sabaton – The Last Stand (Textgestaltung und Layout)
- 2016: für Thobbe Englund – Before the Storm[4]
- 2018: für Thobbe Englund – The Draining of Vergelmer (Grafikdesign, Textgestaltung und Layout)
- 2018: für Follow the Cipher – Follow the Cipher[5]
- 2019: für Majestica – Above the Sky